# نصار إبراهيم
نصار إبراهيم (1953-) صحفي وسياسي فلسطيني، ولد في مدينة بيت ساحور. أنهى المرحلة الثانوية من مدرسة ذكور بيت لحم عام 1972، والتحق في جامعة في اليونان لدراسة الهندسة إلا أنَّه لم يكملها، وحصل على البكالوريوس في علم الاجتماع من الجامعة اللبنانية عام 1996، ثمَ نال درجة الماجستير في التنمية والعلاقات الدولية من جامعة بيت لحم عام 2007، ونشر رسالة الماجستير عام 2011 تحت عنوان " وهم التنمية تحت الاحتلال، دوافع التمويل السياسي للفلسطينيين"، وصدرت له كراسة عن مركز المعلومات البديلة بعنوان "الديمقراطية الكولونيالية".

## سيرته
عمل نصار رشيد إبراهيم إبراهيم في مجال الإعلام وهو عضو الاتحاد العامّ للكتّاب والأدباء الفلسطينيين وتولى رئاسة تحرير مجلة الهدف الصادرة في بيروت بين عام 1994 وعام 1998. وعاد إلى فلسطين عمل في مراكز ومؤسسات عديدة تعنى بمجالات ثقافية وإعلامية وسياسية مثل مركز المعلومات البديلة [الإنجليزية]، ومركز جدل للثقافة والفنون، وكان عضوًا في مجالس إدارات مؤسسات مختلفة منها الحركة العالمية للدفاع عن الأطفال، ومركز بديل للاجئين، وهو رئيس مجلس أمناء مركز نينوى للثقافة والفنون. وانتمى إلى الجبهة الشعبية لتحرير فلسطين، وتجذرت توجهاته اليسارية أثناء دراسته في اليونان، حيث انفتح على الفكر والعمل الإعلامي والسياسي.

## أعماله الأدبية
صدر له العديد من الكتب والدراسات منها:
1. كتاب "الدور البنيوي للعمالة الفلسطينية في الاقتصاد الإسرائيلي".
2. قراءة تحليلية نقدية" الصادرة في دمشق عام 1997.
3. مجموعته القصصية الأولى "اغتيال الكلب" وقد ترجمت لأربع لغات هي الإنجليزية والألمانية والفرنسية والإسبانية.
4. كتاب "الانتفاضة الفلسطينية، صرخة حرية".
5. كتاب "المقاومة الفلسطينية في مواجهة غباء القوة".